# Maurizio Checcucci
Maurizio Checcucci (Firenze, 26 febbraio 1974) è un ex velocista italiano.
Ai Campionati europei del 2010 a Barcellona ha conquistato la medaglia d'argento come membro della staffetta 4×100 metri che ha battuto il record italiano di specialità dopo 27 anni, fissandolo a 38"17.

## Record nazionali

### Seniores
- Staffetta 4×100 metri: 38"17 ( Barcellona, 1º agosto 2010) (R.Donati, Collio, Di Gregorio, Checcucci)

## Progressione

### 100 metri piani
| Stagione | Risultato | Luogo             | Data      | Rank. Mond. |
| -------- | --------- | ----------------- | --------- | ----------- |
| 2011     | 10"40     | La Chaux-de-Fonds | 3-7-2011  | -           |
| 2010     | 10"44     | Pavia             | 9-5-2010  | -           |
| 2009     | 10"26     | La Chaux-de-Fonds | 28-6-2009 | 123º        |
| 2008     | 10"36     | Nuoro             | 9-7-2008  | -           |
| 2007     | 10"37     | Fabriano          | 15-7-2007 | -           |
| 2006     | 10"42     | Recanati          | 1-7-2006  | -           |
| 2005     | 10"58     | Malles Venosta    | 16-7-2005 | -           |
| 2004     | 10"30     | Malles Venosta    | 17-7-2004 | 138º        |
| 2003     | 10"34     | Nuoro             | 9-7-2003  | -           |
| 2002     | 10"39     | Monaco di Baviera | 6-8-2002  | -           |
| 2001     | 10"27     | Rieti             | 2-9-2001  | -           |
| 2000     | 10"32     | Roma              | 30-6-2000 | -           |
| 1999     | 10"34     | Rieti             | 5-9-1999  | -           |
| 1997     | 10"40     | Padova            | 8-6-1997  | -           |
| 1995     | 10"61     | -                 | -         | -           |

### 200 metri piani
| Stagione | Risultato | Luogo             | Data      | Rank. Mond. |
| -------- | --------- | ----------------- | --------- | ----------- |
| 2004     | 21"61     | Siena             | 23-5-2004 | -           |
| 2002     | 21"05     | Pescara           | 15-9-2002 | -           |
| 2001     | 20"81     | Bressanone        | 17-5-2001 | -           |
| 2000     | 20"94     | Viareggio         | 22-8-2000 | -           |
| 1999     | 20"84     | Pescara           | 4-7-1999  | -           |
| 1997     | 21"18     | Piovene Rocchette | 22-6-1997 | -           |
| 1995     | 21"07     | -                 | -         | -           |
| 1994     | 21"17     | Roma              | 8-6-1994  | -           |

## Palmarès
| Anno | Manifestazione          | Sede          | Evento      | Risultato | Prestazione | Note             |
| ---- | ----------------------- | ------------- | ----------- | --------- | ----------- | ---------------- |
| 1993 | Europei juniores        | San Sebastián | 200 m piani | Bronzo    | 21"24       |                  |
| 1999 | Mondiali                | Siviglia      | 4×100 m     | Batteria  | 38"98       |                  |
| 2000 | Giochi olimpici         | Sydney        | 4×100 m     | 7º        | 38"67       |                  |
| 2001 | Giochi del Mediterraneo | Tunisi        | 100 m piani | Argento   | 10"15       |                  |
| 2001 | Giochi del Mediterraneo | Tunisi        | 4×100 m     | Oro       | 39"14       |                  |
| 2001 | Mondiali                | Edmonton      | 4×100 m     | Batteria  | 38"71       |                  |
| 2004 | Giochi olimpici         | Atene         | 4×100 m     | Batteria  | 38"79       |                  |
| 2007 | Mondiali                | Osaka         | 4×100 m     | Batteria  | 38"81       |                  |
| 2009 | Giochi del Mediterraneo | Pescara       | 4×100 m     | Oro       | 38"82       |                  |
| 2010 | Europei                 | Barcellona    | 4×100 m     | Argento   | 38"17       | Record nazionale |

## Campionati nazionali
- 1 volta campione nazionale nei 200 metri piani (1999)

1999
- Oro ai Campionati italiani assoluti, 200 metri - 20"84
- 8º ai campionati italiani assoluti, 100 m piani - 10"68
- 6º ai campionati italiani assoluti indoor, 60 m piani - 6"85[1]

2000
- Argento ai campionati italiani assoluti indoor, 200 m piani - 21"17[2]

2001
- Bronzo ai campionati italiani assoluti, 100 m piani - 10"55

2002
- 4º ai campionati italiani assoluti, 100 m piani - 10"48[3]

2003
- 5º ai campionati italiani assoluti indoor, 60 m piani - 6"77

2004
- 4º ai campionati italiani assoluti indoor, 60 m piani - 6"82

2005
- 7º ai campionati italiani assoluti, 100 m piani - 10"79

2006
- Argento ai campionati italiani assoluti, 100 m piani - 10"51
- Oro ai campionati italiani assoluti, staffetta 4x100 m - 40"22
- 7º ai campionati italiani assoluti indoor, 60 m piani - 6"82

2007
- 4º ai campionati italiani assoluti, 100 m piani - 10"65
- Oro ai campionati italiani assoluti, staffetta 4x100 m - 40"05

2008
- 7º ai campionati italiani assoluti indoor, 60 m piani - 6"98[4]

2009
- Argento ai campionati italiani assoluti, 100 m piani - 10"47
- Argento ai campionati italiani assoluti, staffetta 4x100 m - 40"58
- 7º ai campionati italiani assoluti indoor, 60 m piani - 6"89[5]

2010
- 6º ai campionati italiani assoluti, 100 m piani - 10"45
- Argento ai campionati italiani assoluti, staffetta 4x100 m - 40"42

2012
- 6º ai campionati italiani assoluti, 100 m piani - 10"86

## Altre competizioni internazionali
1994
- Oro al Golden Gala ( Roma), 200 m piani - 21"17

2004
- Argento al Bauhaus-Galan ( Stoccolma), staffetta 4x100 m - 39"04

2007
- Argento alla Weltklasse Zürich ( Zurigo), 100 m piani - 10"51

2010
- Oro all'Europeo per nazioni ( Bergen), 4×100 metri - 38"83
- Argento al Golden Gala ( Roma), staffetta 4x100 m - 10"45